# Ron Nyswaner

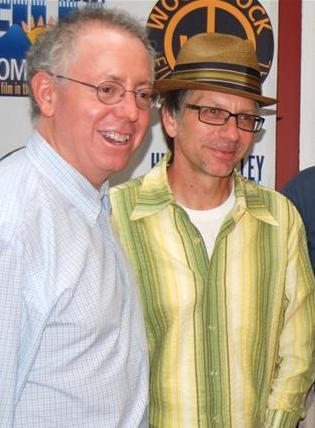
James Schamus (links) und Ron Nyswaner (rechts), 2009

Ronald L. „Ron“ Nyswaner (* 5. Oktober 1956 in Clarksville, Pennsylvania) ist ein US-amerikanischer Drehbuchautor, Filmregisseur und Filmproduzent. Bekannt wurde er vor allem durch sein Drehbuch zum AIDS-Drama Philadelphia.

## Leben
Nyswaner schrieb 1982 sein erstes Drehbuch zum Susan-Seidelman-Film New York City Girl. Nach Drehbüchern zu den Filmen Flucht zu dritt mit Mel Gibson und Swing Shift – Liebe auf Zeit mit Goldie Hawn gab er 1988 mit Der Prinz von Pennsylvania (Hauptrollen: Keanu Reeves und Fred Ward) sein Regiedebüt.
Nyswaner, der offen zu seiner Homosexualität steht und aktiv für die Rechte der Homosexuellen eintritt, inszeniert oft Filme, die die Themen Homosexualität, Homophobie und AIDS aufgreifen. Beispiele sind die Dokumentation The Celluloid Closet – Gefangen in der Traumfabrik und das Fernsehdrama Soldier's Girl, eine wahre Geschichte über den homosexuellen Soldaten Barry Winchell und dessen Ermordung durch seine Kameraden im Jahre 1999. 1993 erhielt Nyswaner für sein Drehbuch zu Jonathan Demmes AIDS-Drama Philadelphia Nominierungen für den Oscar, den Golden Globe und den BAFTA Award.
Nachdem er mehrere Jahre fürs Fernsehen gearbeitet hatte, schrieb er 2006 das Drehbuch zum Kinofilm Der bunte Schleier, das auf dem gleichnamigen Roman von William Somerset Maugham basiert. Hierfür erhielt er eine Nominierung für die Independent Spirit Awards und den Preis der National Board of Review.
Im Jahre 2004 erschien seine Autobiografie Blue Days, Black Nights: A Memoir (Advocate Books ISBN 1-55583-889-8), in der er seine Beziehung zu Alkohol, Drogen und Strichjungen beschreibt.

## Filmografie (Auswahl)

### Als Drehbuchautor
- 1982: New York City Girl
- 1984: Swing Shift – Liebe auf Zeit (Swing Shift)
- 1984: Flucht zu dritt (Mrs. Soffel)
- 1989: Liebe, Streß und Fieberkurven (Gross Anatomy)
- 1991: Eine herzliche Affäre (Love Hurts)
- 1993: Philadelphia
- 2003: Soldier’s Girl
- 2006: Der bunte Schleier (The Painted Veil)
- 2013–2014: Ray Donovan (Fernsehserie, 4 Episoden)
- 2015: Freeheld – Jede Liebe ist gleich (Freeheld)
- 2022: Der Liebhaber meines Mannes (My Policeman)
- 2023: Fellow Travelers (Miniserie)

### Als Regisseur
- 1988: Der Prinz von Pennsylvania (The Prince of Pennsylvania) – auch Drehbuch
- 2012: Why Stop Now (Co-Regie mit Phil Dorling) – auch Drehbuch
- 2015: She’s The Best Thing In It (Dokumentarfilm)